# Hoplitis anonyma
Hoplitis anonyma là một loài Hymenoptera trong họ Megachilidae. Loài này được Cameron mô tả khoa học năm 1904.